# セントラル・シー
オークリー・ニール・シーザー＝スー（Oakley Neil Caesar-Su, 1998年6月4日 - ）は、セントラル・シー（Central Cee）の名義で活動するイギリス出身のラッパー。2022年にリリースしたミックステープ「23」が全英アルバムチャート1位を記録した。

## 経歴

### 生い立ち
ロンドンにて、中国系ガイアナ人の父とイギリス人の母の間に生まれる。7歳の時に両親が離婚し、母親と2人の弟と共にシェパーズ・ブッシュで暮らし始めた。子供の頃から詩やラップを書き、それを母親やソーシャルワーカーに見せていた。また、父親を訪ねる際はアメリカのヒップホップを見せられ、ノッティングヒル・カーニバルに参加した際に、レゲエやダンスホールレゲエに触れた。高校時代は2歳下に後に同じくラッパーとなるディガ・Dがいた。
16歳で高校を中退し、友人にレコーディングスタジオに連れて行ってもらったことに触発されて、この頃からレコーディング活動を始めた。靴屋に就職したが、あまりにも賃金が安かったため3週間で退職し、生計を立てるために違法ドラッグを販売するようになった。

### キャリア初期
2014年からセントラル・シーの名義で楽曲「Ain't On Nuttin Remix」でラッパーとしての活動を開始。
2016年8月にシングル「Pull Up」をリリース。2019年8月にはフリースタイルのシングル「Next Up？」をリリースした。

### ヒットソングを連発、人気ラッパーへ
2019年、後にマネージャーとなるYbeezと出会い、音楽活動をより追求していくことを勧められる。オートチューンからUKドリルにスタイルを変え、2020年6月14日にリリースしたシングル「Day in the Life」で最初のヒットを記録。同じくシングルで7月にリリースした「Molly」、10月にリリースした「Loading」も立て続けにヒットし、「Loading」と2021年2月にリリースした「Commitment Issues」はいずれも全英シングルチャートでトップ20入りを果たした。
2021年3月に初のミックステープ「Wild West」をリリースし、全英アルバムチャートで2位を記録した。9月にリリースしたシングル「Obsessed with You」が全英シングルチャートで4位を記録した。
2022年2月25日にリリースしたミックステープ「23」が全英アルバムチャートで1位を記録した。7月21日にリリースしたシングル「Doja」は全英シングルチャートで2位を記録した。12月16日にはパッセンジャーのシングル「Let Her Go」をサンプリングした「Let Go」をリリースし、全英シングルチャートで6位を記録した。2022年はSpotifyで自身の楽曲の再生数が10億回を突破し、これはイギリス人のラッパーでは史上初の快挙だった。
2023年6月1日にリリースしたデイブとのコラボシングル「Sprinter」が全英シングルチャートで1位を記録。イギリスにおけるラップの1週間てでの最多再生数、全英シングルチャートで1位を記録した最長期間を更新した 。同月末にXXLのフレッシュマン・クラスに登場し、数日後にはコロムビア・レコードと契約したことが発表された。7月21日、ドレイクとコラボしたフリースタイルシングル「On the Radar Freestyle」をリリースし、Billboard Hot 100で80位を記録した。10月20日にリリースされたザ・キッド・ラロイのシングル「Too Much」にJUNG KOOKと共に客演した。

## ディスコグラフィー

### アルバム
- Can't Rush Greatness - 2025年

### ミックステープ
- Wild West - 2021年
- 23 - 2022年